# Cidades principais do Japão
Uma cidade central (中核市, Chūkakushi) (também chamada núcleo ou principal) é uma classe ou categoria de cidade japonesa.  É uma divisão administrativa local criada pelo governo nacional.  Às cidades principais são delegadas muitas funções normalmente realizadas por prefeituras, mas não tantos quanto cidades designadas. Para se tornar um candidato para o status cidade principal, uma cidade deve ter uma população maior que 300.000 e uma área maior que 100 quilômetros quadrados, embora exceções especiais possam ser feitas por ordem do gabinete para cidades com populações abaixo de 300.000, mas acima de 200.000.
O pedido de designação é elaborado por uma cidade com a aprovação das assembléias da cidade e da prefeitura.

## História
O termo "cidade central" foi criado pela primeira cláusula do artigo 252, seção 22 da Lei de Autonomia Local de Japão.

## Lista de cidades principais
A partir de fevereiro de 2017, 48 cidades foram designadas cidades principais: 
| Nome         | Japonês  | População (2012) | Data de designação | Região   | Prefeitura |
| ------------ | -------- | ---------------- | ------------------ | -------- | ---------- |
| Akita        | 秋田市   | 322,224          | 01-04-1997         | Tōhoku   | Akita      |
| Amagasaki    | 尼崎市   | 451,353          | 01-04-2009         | Kansai   | Hyōgo      |
| Aomori       | 青森市   | 297,348          | 01-10-2006         | Tōhoku   | Aomori     |
| Asahikawa    | 旭川市   | 351,765          | 01-04-2000         | Hokkaidō | Hokkaidō   |
| Fukuyama     | 福山市   | 462,144          | 01-04-1998         | Chūgoku  | Hiroshima  |
| Funabashi    | 船橋市   | 610,492          | 01-04-2003         | Kantō    | Chiba      |
| Gifu         | 岐阜市   | 412,718          | 01-04-1996         | Chūbu    | Gifu       |
| Hachinohe    | 八戸市   | 241,613          | 01-01-2017         | Tōhoku   | Aomori     |
| Hachiōji     | 八王子市 | 579,799          | 01-04-2015         | Kantō    | Tóquio     |
| Hakodate     | 函館市   | 279,056          | 01-10-2005         | Hokkaidō | Hokkaidō   |
| Higashiōsaka | 東大阪市 | 508,267          | 01-04-2005         | Kansai   | Osaka      |
| Himeji       | 姫路市   | 536,218          | 01-04-1996         | Kansai   | Hyōgo      |
| Hirakata     | 枚方市   | 407,997          | 01-04-2014         | Kansai   | Osaka      |
| Iwaki        | いわき市 | 332,994          | 01-04-1999         | Tōhoku   | Fukushima  |
| Kagoshima    | 鹿児島市 | 607,257          | 01-04-1996         | Kyushu   | Kagoshima  |
| Kashiwa      | 柏市     | 404,863          | 01-04-2008         | Kantō    | Chiba      |
| Kanazawa     | 金沢市   | 462,796          | 01-04-1996         | Chūbu    | Ishikawa   |
| Kawagoe      | 川越市   | 345,361          | 01-04-2003         | Kantō    | Saitama    |
| Kōchi        | 高知市   | 342,568          | 01-04-1998         | Shikoku  | Kōchi      |
| Kōriyama     | 郡山市   | 331,140          | 01-04-1997         | Tōhoku   | Fukushima  |
| Koshigaya    | 越谷市   | 328,079          | 01-04-2015         | Kantō    | Saitama    |
| Kurashiki    | 倉敷市   | 477,086          | 01-04-2002         | Chūgoku  | Okayama    |
| Kure         | 呉市     | 236,595          | 01-04-2016         | Chūgoku  | Hiroshima  |
| Kurume       | 久留米市 | 301,821          | 01-04-2008         | Kyushu   | Fukuoka    |
| Maebashi     | 前橋市   | 338,481          | 01-04-2009         | Kantō    | Gunma      |
| Matsuyama    | 松山市   | 516,823          | 01-04-2000         | Shikoku  | Ehime      |
| Miyazaki     | 宮崎市   | 402,289          | 01-04-1998         | Kyushu   | Miyazaki   |
| Morioka      | 盛岡市   | 299,734          | 01-04-2008         | Tōhoku   | Iwate      |
| Naha         | 那覇市   | 321,695          | 01-04-2013         | Kyushu   | Okinawa    |
| Nagano       | 長野市   | 380,581          | 01-04-1999         | Chūbu    | Nagano     |
| Nagasaki     | 長崎市   | 440,911          | 01-04-1997         | Kyushu   | Nagasaki   |
| Nara         | 奈良市   | 365,421          | 01-04-2002         | Kansai   | Nara       |
| Nishinomiya  | 西宮市   | 483,878          | 01-04-2008         | Kansai   | Hyōgo      |
| Ōita         | 大分市   | 476,008          | 01-04-1997         | Kyushu   | Ōita       |
| Okazaki      | 岡崎市   | 374,085          | 01-04-2003         | Chūbu    | Aichi      |
| Ōtsu         | 大津市   | 339,469          | 01-04-2009         | Kansai   | Shiga      |
| Sasebo       | 佐世保市 | 259,676          | 01-04-2016         | Kyushu   | Nagasaki   |
| Shimonoseki  | 下関市   | 277,937          | 01-04-2005         | Chūgoku  | Yamaguchi  |
| Takamatsu    | 高松市   | 420,356          | 01-04-1999         | Shikoku  | Kagawa     |
| Takasaki     | 高崎市   | 371,820          | 01-04-2011         | Kantō    | Gunma      |
| Takatsuki    | 高槻市   | 355,840          | 01-04-2003         | Kansai   | Osaka      |
| Toyama       | 富山市   | 421,393          | 01-04-2005         | Chūbu    | Toyama     |
| Toyohashi    | 豊橋市   | 375,804          | 01-04-1999         | Chūbu    | Aichi      |
| Toyonaka     | 豊中市   | 390,457          | 01-04-2012         | Kansai   | Osaka      |
| Toyota       | 豊田市   | 420,680          | 01-04-1998         | Chūbu    | Aichi      |
| Utsunomiya   | 宇都宮市 | 513,722          | 01-04-1996         | Kantō    | Tochigi    |
| Wakayama     | 和歌山市 | 368,684          | 01-04-1997         | Kansai   | Wakayama   |
| Yokosuka     | 横須賀市 | 415,259          | 01-04-2001         | Kantō    | Kanagawa   |

## Antigas cidades principais, núcleos ou centrais
| Nome       | Japonês  | Data de designação | Data de reclassificação       | Região  | PrefeItura |
| ---------- | -------- | ------------------ | ----------------------------- | ------- | ---------- |
| Hamamatsu  | 浜松市   | 01-04-1996         | 01-04-2007 (Cidade designada) | Chūbu   | Shizuoka   |
| Kumamoto   | 熊本市   | 01-04-1996         | 01-04-2012 (Cidade designada) | Kyushu  | Kumamoto   |
| Niigata    | 新潟市   | 01-04-1996         | 01-04-2007 (Cidade designada) | Chūbu   | Niigata    |
| Okayama    | 岡山市   | 01-04-1996         | 01-04-2009 (Cidade designada) | Chūgoku | Okayama    |
| Sagamihara | 相模原市 | 01-04-2003         | 01-04-2010 (Cidade designada) | Kantō   | Kanagawa   |
| Sakai      | 堺市     | 01-04-1996         | 01-04-2006 (Cidade designada) | Kansai  | Osaka      |
| Shizuoka   | 静岡市   | 01-04-1996         | 01-04-2005 (Cidade designada) | Chūbu   | Shizuoka   |

## Programado para se tornar uma cidade principal, núcleo ou central
| Nome      | Japonês  | Data marcada | Região  | Prefeitura |
| --------- | -------- | ------------ | ------- | ---------- |
| Akashi    | 明石市   | 01-04-2018   | Kansai  | Hyōgo      |
| Chigasaki | 茅ヶ崎市 | 01-04-2018   | Kantō   | Kanagawa   |
| Fukui     | 福井市   | 01-04-2019   | Chūbu   | Fukui      |
| Fukushima | 福島市   | 01-04-2018   | Tōhoku  | Fukushima  |
| Kawaguchi | 川口市   | 01-04-2018   | Kantō   | Saitama    |
| Kishiwada | 岸和田市 | 01-04-2018   | Kansai  | Osaka      |
| Kōfu      | 甲府市   | 01-04-2019   | Chūbu   | Yamanashi  |
| Matsue    | 松江市   | 01-04-2018   | Chūgoku | Shimane    |
| Matsumoto | 松本市   | 01-04-2020   | Chūbu   | Nagano     |
| Mito      | 水戸市   | 01-04-2019   | Kantō   | Ibaraki    |
| Odawara   | 小田原市 | 01-04-2019   | Kantō   | Kanagawa   |
| Tottori   | 鳥取市   | 01-04-2019   | Chūgoku | Tottori    |
| Yamagata  | 山形市   | 01-04-2019   | Tōhoku  | Yamagata   |
| Yao       | 八尾市   | 01-04-2018   | Kansai  | Osaka      |

## Cidades que atendem aos requisitos, mas ainda não foram nomeadas
As seguintes cidades têm populações maiores que 300.000, mas ainda não foram nomeadas. (As cidades que planejam candidatar-se ao status da cidade principal não são mostradas. ※ Cidades especiais)
| - Tokorozawa, Saitama※ - Matsudo, Chiba - Ichikawa, Chiba | - Machida, Tóquio - Fujisawa, Kanagawa - Suita, Osaka※ |

## Cidades que não cumprem os requisitos, mas estão planejando nomear
- Nagaoka, Niigata - Buscando fusão com Ojiya e Mitsuke.